# 無伴奏ソナタ
『無伴奏ソナタ』（むばんそうソナタ、Unaccompanied Sonata）は、オースン・スコット・カードのSF小説、および当該作品を収録した単行本名。表題作「無伴奏ソナタ」を始め、代表作「エンダーのゲーム」など11話を所収した短編集。「Unaccompanied Sonata and Other Stories」として1980年に刊行。
日本では野口幸夫他訳の本がハヤカワ文庫SFで、1985年に刊行。2014年には翻訳者を変更した『無伴奏ソナタ〔新訳版〕』（金子浩、山田和子訳）が同じハヤカワ文庫SFから再刊行された。

## 所収作品
エンダーのゲーム（Ender's Game）
SF誌『アナログ』1977年8月号初出。
王の食肉（Kingsmeat ）
SF誌『アナログ』1977年度Yearbook初出。
呼吸の問題（Deep Breathing Exercises）
SF誌『オムニ』1979年7月号初出。
時蓋をとざせ（Closing the Timelid）
SF誌『F&SF』1979年12月号初出。
憂鬱な遺伝子を身につけて（I Put My Blue Genes On）
SF誌『アナログ』1978年8月号初出。
四階共同便所の怨霊（Eumenides in the Fourth Floor Lavatory）
『Chrysalis』1979年 IV初出
死すべき神々（Mortal Gods）
SF誌『F&SF』1979年1月号初出。
解放の時（Quietus）
SF誌『オムニ』1979年8月号初出。
猿たちはすべてが冗談なんだと思いこんでいた（The Monkeys Thought'Twas All in Fun）
SF誌『アナログ』1979年5月号初出。
『磁器のサラマンダー』（The Porcelain Salamender）
書き下ろし作品
無伴奏ソナタ（Unaccompanied Sonata）
SF誌『オムニ』1979年3月号初出。

## 舞台
演劇集団キャラメルボックスによって『無伴奏ソナタ』のみ舞台化され、1987年に上演の『北風のうしろの国』がもとになり、キャラメルボックスの初期の作品にもう一度取り組んでみようという企画「アーリータイムス」により2012年に東京・神戸にて初演 。2014年に東京・三重・名古屋・大阪・新潟・岐阜で再演。2018年に東京・栃木・愛知・長野・大阪で、一部キャストを入れ替えて同劇団により再々演された。
作中に出てくる「シュガーの歌」をSIBERIAN NEWSPAPERの真鍋貴之が作曲しており、配信限定で販売されている。

### 公演日程（舞台）
- 2012年（初演）
  - 5月25日 - 30日、東京グローブ座
  - 6月2日 - 4日、新神戸オリエンタル劇場
- 2014年（再演）
  - 9月26日 - 10月1日、サンシャイン劇場
  - 10月5日、三重県文化会館 中ホール
  - 10月8日 - 9日、名鉄ホール
  - 10月11日 - 13日、森ノ宮ピロティホール
  - 10月25日、りゅーとぴあ新潟市民芸術文化会館・劇場
  - 10月29日、大垣市スイトピアセンター・文化ホール
- 2018年（再々演）
  - 5月16日 - 20日、サンシャイン劇場
  - 5月22日、栃木総合文化センター
  - 5月23日 - 24日、東海市芸術劇場
  - 6月2日、まつもと市民芸術館
  - 6月23日 - 24日、サンケイホールブリーゼ

### 出演（舞台）

#### 2012年・2014年版
- クリスチャン - 多田直人
- カレン/デニス - 大森美紀子
- ジャニス/ブライアン - 岡田さつき
- オリビア/カール - 岡内美喜子
- ギルバート/ミック/ギレルモ - 左東広之
- リスナー/ジョー - 小多田直樹
- リンダ/マイク - 原田樹里
- ポール/キース - 畑中智行
- リチャード/ウォッチャー - 石橋徹郎（文学座）

#### 2018年版
- クリスチャン-多田直人
- リチャード／ウォッチャー-石橋徹郎（文学座）
- ギルバート／ミック／ギレルモ-オレノグラフィティ(劇団鹿殺し)
- カレン／デニス-岡田さつき
- リスナー／ジョー／アル-岡田達也
- ビリー／ブライアン-筒井俊作
- オリビア／カール-森めぐみ
- リンダ／マイク-大滝真実
- ポール／キース／ブルース-山﨑雄也

## ミュージカル
初のミュージカル化として『無伴奏ソナタ -The Musical-』が、2024年に東京と大阪で上演された。脚本・演出は上記の舞台版より再び成井豊で作詞も担当する。音楽は杉本雄治。

### 公演日程（ミュージカル）
- 2024年
  - 7月26日 - 8月4日、サンシャイン劇場
  - 8月10日 - 11日、森ノ宮ピロティホール

### 出演（ミュージカル）
- クリスチャン（メイカー） - 平間壮一
- ウォッチャー（監視人） - 多田直人（キャラメルボックス）
- ギレルモ（ギター弾きの作業員）ほか - 大東立樹
- リンダ（ウェイトレス）ほか - 熊谷彩春
- ジョー（レストラン店主）ほか - 藤岡正明
- ブライアン（作業員班長）ほか - 畑中智行（キャラメルボックス）
- カレン（クリスチャンの母）ほか - 原田樹里（キャラメルボックス）
- リチャード（クリスチャンの父）ほか - 染谷洸太
- ギルバート（検査官）ほか - 西野誠
- ジャニス（検査官）ほか - 町屋美咲
- オリビア（ハウスキーパー）ほか - 霧矢大夢